# Inga Hagström
Inga Margareta Hagström, född 27 augusti 1935 i Högbo församling i Gävleborgs län, död 4 februari 2009 i Ovansjö församling i Gävleborgs län, var en svensk politiker och kommunalråd i Sandvikens kommun. På senare dagar valdes hon även till ordförande för SAIK bandy.
Inga Hagström var mor till löparen Lars Hagström.